# 대한민국 총무처
총무처(總務處, Ministry of Government Administration)는 국무원의 서무·회계·문서·인사와 명예 수여에 관한 사무를 관장한 대한민국의 옛 중앙행정기관이다. 1948년 7월 17일 정부 수립과 함께 발족하였으며 1955년 2월 7일 국무원 사무국으로 개편되면서 폐지되었다. 이후 국무 회의의 의안 정리 및 서무, 법령 및 조약의 공포 공무원의 인사 관리 및 시험 관리, 행정 기관의 조직 및 정원의 관리, 행정 사무 및 민원 제도의 개선과 실태의 평가, 상훈, 공무원의 연금에 관한 사무와 국가의 행정 사무로서 다른 중앙행정기관의 소관에 속하지 아니하는 사무를 관장하는 대한민국의 중앙행정기관으로서 1963년 12월 17일 내각사무처를 개편하여 재발족하였으며 1998년 2월 28일 내무부와 통합하여 행정자치부로 개편되면서 폐지되었다.

## 설치 근거 및 소관 업무
- 정부조직법 [법률 제1호, 1948.07.17 제정] 제30조[1] 및 제31조[2]
- 총무처직제 [대통령령 제14호, 1948.11.04 제정] 제1조[3]
- 정부조직법 [법률 제1506호, 1963.12.14 전문개정] 제20조[4]
- 총무처직제 [각령 제1685호, 1963.12.16 폐지제정] 제1조[5]

## 연혁
- 1948년 7월 17일 - 총무처를 신설.
- 1955년 2월 7일 - 총무처를 폐지하고 국무원의 산하외국으로 사무국을 설치.
- 1963년 12월 17일 - 내각사무처를 폐지하고 총무처를 신설.
- 1998년 2월 28일 - 내무부와 통합하여 행정자치부를 신설.

## 조직
| - 감사관 ( 1981.11 ~ 1991.08 ) - 감사관(감사담당)실 ( 1981.11 ~ 1991.08 ) - 감사관(복무담당)실 ( 1983.01 ~ 1991.08 ) - 감사관(심리담당)실 ( 1981.11 ~ 1983.01 ) - 경리국 ( 1948.11 ~ 1955.02 ) - 고시국 ( 1978.04 ~ 1981.11 ) - 고시훈련국 ( 1991.08 ~ 1994.04 ) - 공보관 ( 1973.03 ~ 1998.02 ) - 공보담당관 ( 1970.02 ~ 1973.03 ) - 국민고충처리위원회사무처 ( 1996.12 ~ 1998.02 ) | - 기획관리관 ( 1963.12 ~ 1967.03 ) - 기획관리실 ( 1967.03 ~ 1998.02 ) - 능률국 ( 1991.08 ~ 1998.02 ) - 문서과 ( 1950.04 ~ 1955.02 ) - 법무관 ( 1963.12 ~ 1971.09 ) - 법무담당관 ( 1970.02 ~ 1998.02 ) - 보통징계위원회 ( 1964.03 ~ 1998.02 ) - 복무감사관 ( 1991.08 ~ 1998.02 ) - 복무감사관(감사담당)실 ( 1991.08 ~ 1998.02 ) - 복무감사관(복무담당)실 ( 1991.08 ~ 1998.02 ) | - 복무감사관(윤리담당)실 ( 1994.04 ~ 1998.02 ) - 비상계획관 ( 1970.02 ~ 1998.02 ) - 비서실 ( 1948.11 ~ 1950.03 ) - 상훈국 ( 1948.11 ~ 1950.03 ) - 소청과 ( 1963.12 ~ 1966.05 ) - 소청심사위원회 ( 1963.12 ~ 1998.02 ) - 연금국 ( 1967.03 ~ 1981.11 ) - 의정국 ( 1991.08 ~ 1998.02 ) - 인사국 ( 1948.11 ~ 1955.02 ) - 인사국 ( 1963.12 ~ 1998.02 ) | - 정부기록보존소 ( 1969.08 ~ 1998.02 ) - 정부민원상담실 ( 1972.06 ~ 1980.11 ) - 정부전산정보관리소 ( 1996.06 ~ 1998.02 ) - 정부전자계산소 ( 1975.01 ~ 1996.06 ) - 정부청사관리사무소 ( 1970.12 ~ 1981.11 ) - 정부청사관리소 ( 1996.12 ~ 1998.02 ) - 정부청사관리소 ( 1981.11 ~ 1991.08 ) - 정부청사기획운영실 ( 1991.08 ~ 1994.12 ) - 정부청사수급관리소 ( 1994.12 ~ 1996.12 ) - 정부합동민원실 ( 1980.11 ~ 1996.12 ) - 제안심사및공적심사위원회 ( 1991.01 ~ 1998.02 ) | - 조직국 ( 1991.08 ~ 1998.02 ) - 중앙공무원교육원 ( 1963.12 ~ 1998.02 ) - 중앙전자계산소 ( 1974.05 ~ 1974.12 ) - 중앙청도서관 ( 1950.03 ~ 1955.02 ) - 총무과 ( 1950.03 ~ 1955.02 ) - 총무과 ( 1966.05 ~ 1998.02 ) - 총무국 ( 1963.12 ~ 1991.08 ) - 행정관리국 ( 1963.12 ~ 1991.08 ) - 행정전산계획관 ( 1975.06 ~ 1979.05 ) - 행정조사연구실 ( 1981.11 ~ 1991.08 ) - 후생국 ( 1981.11 ~ 1991.08 ) |

## 역대 처장 및 장관

### 총무처장
| 정부        | 대수 | 이름           | 임기                               | 출신지                     | 출신학교    | 비고                                                                                                |
| ----------- | ---- | -------------- | ---------------------------------- | -------------------------- | ----------- | --------------------------------------------------------------------------------------------------- |
| 제 1 공화국 | 초대 | 허정(許政)     | 1948년 7월 27일 ~ 1948년 8월 25일  | 경남 부산 (현 부산 동구)   | 고려대      | 서울특별시장&사회부 장관&교통부 장관&외무부 장관&무임소 장관&국무총리&대통령 권한대행               |
| 제 1 공화국 | 2대  | 김병연(金炳淵) | 1948년 8월 26일 ~ 1948년 11월 29일 | 평남 평양 (현 평남과 분리) | 고려대      | |
| 제 1 공화국 | 3대  | 전규홍(全奎弘) | 1948년 11월 30일 ~ 1951년 4월 27일 | 평남 평양 (현 평남과 분리) | 일본 주오대 | 국회사무총장&주 서독 대사                                                                           |
| 제 1 공화국 | 4대  | 한동석(韓東錫) | 1951년 5월 7일 ~ 1953년 11월 1일   | 함북 명천                  | 서울대      | 재무부 전매국장&제3대 국회의원                                                                      |
| 제 1 공화국 | 5대  | 정운갑(鄭雲甲) | 1953년 11월 2일 ~ 1955년 2월 16일  | 충북 진천                  | 서울대      | 내무부 차관&농림부 장관&제4·7·8·9·10대 국회의원&신민당 운영위원회 위원장&신민당 정책심의위원회 의장 |

### 총무처 장관
| 정부        | 대수           | 이름                                | 임기                                | 출신지                     | 출신학교 | 비고 |
| ----------- | -------------- | ----------------------------------- | ----------------------------------- | -------------------------- | --- | --- |
| 제 3 공화국 | 13대           | 이석제(李錫濟)                      | 1963년 12월 17일 ~ 1969년 10월 20일 | 평북 삭주                  | 영남대 | 행정개혁위원회 위원장&감사원장&제9·10대 국회의원&신민주공화당 고문                                                                            |
| 제 3 공화국 | 14대           | 서일교(徐壹敎)                      | 1969년 10월 21일 ~ 1973년 12월 2일  | 경북 대구 (현 경북과 분리) | 서울대 | 법제처장&법무부 차관&대법원 대법관 |
| 제 4 공화국 | 14대           | 서일교(徐壹敎)                      | 1969년 10월 21일 ~ 1973년 12월 2일  | 경북 대구 (현 경북과 분리) | 서울대 | 법제처장&법무부 차관&대법원 대법관 |
| 15대        | 심흥선(沈興善) | 1973년 12월 3일 ~ 1977년 12월 19일  | 경기 개성                           | 육사                       | 육사 교장&육군참모차장&합동참모의장&공보부 장관&주 스페인 대사                                                               | |
| 16대        | 심의환(沈宜渙) | 1977년 12월 20일 ~ 1979년 10월 22일 | 경북 청송                           | 경북대                     | 상공부 상역국장·상역차관보&상공부 차관                                                                                       | |
| 권한 대행   | 최택원(崔澤元) | 1979년 10월 26일 ~ 1979년 12월 13일 | 평북 신의주                         | 일본 주오대                | 감사원 감사위원 | |
| 17대        | 김용휴(金容烋) | 1979년 12월 14일 ~ 1982년 5월 20일  | 충남 홍성                           | 육사                       | 국방부 차관 | |
| 17대        | 김용휴(金容烋) | 1979년 12월 14일 ~ 1982년 5월 20일  | 충남 홍성                           | 육사                       | 국방부 차관 | 제 5 공화국 |
| 18대        | 박찬긍(朴贊兢) | 1982년 5월 21일 ~ 1985년 2월 18일   | 경기 파주                           | 육사                       | 국방부 군수차관보&국방부 차관                                                                                                | |
| 19대        | 박세직(朴世直) | 1985년 2월 19일 ~ 1986년 1월 7일    | 경북 구미                           | 육사&서울대                | 서울특별시장&국가안전기획부 제2차장&국가안전기획부장&체육부 장관&제14·15대 국회의원&재향군인회장&서울올림픽조직위원회 위원장 | |
| 20대        | 정관용(鄭寬溶) | 1986년 1월 8일 ~ 1987년 7월 13일    | 경기 경성 (현 서울)                 | 동국대                     | 내무부 장관 | |
| 21대        | 장기오(張基梧) | 1987년 7월 14일 ~ 1988년 2월 24일   | 경기 경성 (현 서울)                 | 육사                       | 총무처 차관&근로복지공사 이사장                                                                                              | |
| 노태우 정부 | 22대           | 김용갑(金容甲)                      | 1988년 2월 25일 ~ 1989년 3월 8일    | 경남 밀양                  | 육사 | 대통령비서실 정무수석비서관&제15·16·17대 국회의원&민주개혁연구소 이사장                                                                       |
| 노태우 정부 | 권한 대행      | 손종석(孫鍾奭)                      | 1989년 3월 9일 ~ 1989년 3월 15일    | 경기 경성 (현 서울)        | 서울대 | 총무처 인사국장·기획관리실장&중앙공무원교육원장                                                                                               |
| 노태우 정부 | 23대           | 김용래(金庸來)                      | 1989년 3월 17일 ~ 1990년 3월 18일   | 충남 아산                  | 서울대 | 서울특별시장&경기도지사&대통령비서실 정무제2수석비서관&총무처 기획관리실장&총무처 차관&중앙공무원교육원장&한국학중앙연구원 이사장             |
| 노태우 정부 | 24대           | 이연택(李衍澤)                      | 1990년 3월 19일 ~ 1991년 12월 19일  | 전북 고창                  | 동국대 | 대통령비서실 행정수석비서관&노동부 장관&국민체육진흥공단 이사장&대한체육회장                                                                  |
| 노태우 정부 | 25대           | 이상배(李相培)                      | 1991년 12월 20일 ~ 1992년 6월 25일  | 경북 상주                  | 서울대 | 경상북도지사&서울특별시장&대통령비서실 행정수석비서관&내무부 차관&정부공직자윤리위원회 위원장&제15·16·17대 국회의원&한나라당 정책위원회 의장  |
| 노태우 정부 | 26대           | 이문석(李文錫)                      | 1992년 6월 26일 ~ 1993년 2월 25일   | 경기 경성 (현 서울)        | 서울대 | 육군참모차장&제1군사령관&동북아전략연구소 이사장                                                                                              |
| 문민 정부   | 27대           | 최창윤(崔昌潤)                      | 1993년 2월 26일 ~ 1993년 12월 21일  | 평북 선천                  | 육사&서울대 | 대통령비서실 정무수석비서관&문화공보부 차관&공보처 장관&제13대 국회의원                                                                       |
| 문민 정부   | 28대           | 황영하(黃榮夏)                      | 1993년 12월 22일 ~ 1994년 12월 23일 | 경기 파주                  | 서울대 | 감사원 기획관리실장·사무총장 |
| 문민 정부   | 29대           | 서석재(徐錫宰)                      | 1994년 12월 24일 ~ 1995년 8월 3일   | 경남 창원                  | 동아대 | 제11·12·13·14·15대 국회의원 |
| 문민 정부   | 30대           | 김기재(金杞載)                      | 1995년 8월 7일 ~ 1996년 1월 30일    | 경남 하동                  | 고려대 | 부산직할시장&제15·16대 국회의원&지방행정연수원장                                                                                              |
| 문민 정부   | 31대           | 조해녕(曺海寧)                      | 1996년 1월 31일 ~ 1996년 12월 19일  | 경북 경산                  | 서울대 | 대구광역시장&내무부 장관 |
| 문민 정부   | 32대           | 김한규(金漢圭)                      | 1996년 12월 20일 ~ 1997년 8월 5일   | 경북 대구 (현 경북과 분리) | 미국 캘리포니아주립대 | 제13·14대 국회의원 |
| 문민 정부   | 33대           | 심우영(沈宇永)                      | 1997년 8월 6일 ~ 1998년 3월 3일     | 경북 안동                  | 서울대 | 경상북도지사&대통령비서실 행정수석비서관&총무처 후생국장·행정관리국장·기획관리실장&총무처 차관&한국국학진흥원장&한국경제사회발전연구원 이사장 |

## 역대 차장 및 차관

### 총무처 차장
| 정부        | 대수 | 이름           | 임기                               | 출신지    | 출신학교 | 비고            |
| ----------- | ---- | -------------- | ---------------------------------- | --------- | -------- | --------------- |
| 제 1 공화국 | 초대 | 윤석오(尹錫五) | 1948년 8월 10일 ~ 1952년 11월 1일  |           |          |                 |
| 제 1 공화국 | 2대  | 권성기(權聖基) | 1952년 11월 23일 ~ 1955년 2월 16일 | 경북 봉화 | 서울대   | 주택영단 이사장 |

### 총무처 차관
| 정부        | 대수           | 이름                               | 임기                                | 출신지                   | 출신학교 | 비고 |
| ----------- | -------------- | ---------------------------------- | ----------------------------------- | ------------------------ | --- | --- |
| 제 3 공화국 | 8대            | 김옥형(金玉衡)                     | 1963년 12월 19일 ~ 1965년 12월 14일 | 전남 무안                | 서울대 | 제5대 국회의원 |
| 제 3 공화국 | 9대            | 박상길(朴相吉)                     | 1965년 12월 14일 ~ 1967년 7월 4일   | 경남 함양                | 중국 펑톈학원 | 대통령비서실 공보비서관&제4대 국회의원 |
| 제 3 공화국 | 10대           | 신두영(申斗泳)                     | 1967년 7월 4일 ~ 1969년 11월 1일    | 충남 공주                | 수원 농생명과학고교 | 국무원 사무국장&소청심사위원회 위원장&감사원장&국제관광공사 총재                                                                              |
| 제 3 공화국 | 11대           | 민유동(閔有東)                     | 1969년 11월 1일 ~ 1971년 6월 11일   | 충남 천안                | 국민대 | 충청남도지사&문화공보부 기획관리실장 |
| 제 3 공화국 | 12대           | 정진우(鄭鎭宇)                     | 1971년 6월 11일 ~ 1974년 7월 10일   | 충남 공주                | 서울대 | 대통령비서실 민원·총무·정무비서관&법제처장&감사원 사무총장                                                                                    |
| 제 4 공화국 | 12대           | 정진우(鄭鎭宇)                     | 1971년 6월 11일 ~ 1974년 7월 10일   | 충남 공주                | 서울대 | 대통령비서실 민원·총무·정무비서관&법제처장&감사원 사무총장                                                                                    |
| 13대        | 최택원(崔澤元) | 1974년 7월 10일 ~ 1979년 12월 15일 | 평북 신의주                         | 일본 주오대              | 감사원 감사위원 | |
| 14대        | 김창식(金昶植) | 1979년 12월 15일 ~ 1980년 6월 7일  | 전남 강진                           | 국민대                   | 전라남도지사&대통령비서실 정무수석비서관 총무처 총무국장·행정관리국장·연금국장·기획관리실장&교통부 장관&소청심사위원회 위원장&민주평화통일자문회의 사무총장 | |
| 15대        | 김용래(金庸來) | 1980년 6월 7일 ~ 1984년 10월 19일  | 충남 아산                           | 서울대                   | 서울특별시장&경기도지사&대통령비서실 정무제2수석비서관&총무처 기획관리실장 총무처 장관&중앙공무원교육원장&한국학중앙연구원 이사장                           | |
| 15대        | 김용래(金庸來) | 1980년 6월 7일 ~ 1984년 10월 19일  | 충남 아산                           | 서울대                   | 서울특별시장&경기도지사&대통령비서실 정무제2수석비서관&총무처 기획관리실장 총무처 장관&중앙공무원교육원장&한국학중앙연구원 이사장                           | 제 5 공화국 |
| 16대        | 김옥진(金玉珍) | 1984년 10월 19일 ~ 1986년 12월 5일 | 경남 진주                           | 연세대                   | 제2무임소장관실 정무관리실장&국정자문회의 사무처장 | |
| 17대        | 장기오(張基梧) | 1986년 12월 5일 ~ 1987년 7월 14일  | 경기 경성 (현 서울)                 | 육사                     | 총무처 장관&근로복지공사 이사장 | |
| 권한 대행   | 손종석(孫鍾奭) | 1987년 7월 14일 ~ 1987년 7월 17일  | 경기 경성 (현 서울)                 | 서울대                   | 총무처 인사국장·기획관리실장&중앙공무원교육원장 | |
| 18대        | 손관호(孫瓘鎬) | 1987년 7월 18일 ~ 1988년 12월 13일 | 전남 보성                           | 서울대                   | 총무처 총무국장·행정관리국장·기획관리실장&중앙공무원교육원장&공무원연금관리공단 이사장                                                                      | |
| 노태우 정부 |                |                                    |                                     |                          | | |
| 19대        | 손종석(孫鍾奭) | 1988년 12월 13일 ~ 1990년 9월 26일 | 경기 경성 (현 서울)                 | 서울대                   | 총무처 인사국장·기획관리실장&중앙공무원교육원장 | |
| 20대        | 정문화(鄭文和) | 1990년 9월 26일 ~ 1993년 3월 4일   | 경남 부산 (현 경남과 분리)          | 서울대                   | 부산직할시장&총무처 행정관리국장·인사국장·기획관리실장 소청심사위원회 위원장&중앙공무원교육원장&제15·16대 국회의원&한국행정연구원장                         | |
| 문민 정부   | 21대           | 심우영(沈宇永)                     | 1993년 3월 4일 ~ 1994년 10월 21일   | 경북 안동                | 서울대 | 경상북도지사&대통령비서실 행정수석비서관 총무처 후생국장·행정관리국장·기획관리실장&총무처 장관&한국국학진흥원장&한국경제사회발전연구원 이사장 |
| 문민 정부   | 22대           | 윤한도(尹漢道)                     | 1994년 10월 22일 ~ 1994년 11월 3일  | 경남 함안                | 부산대 | 경상남도청 부지사&공무원교육원장 |
| 문민 정부   | 23대           | 원진식(元珍植)                     | 1994년 11월 3일 ~ 1995년 12월 23일  | 경기 평택                | 고려대 | 총무처 행정관리국장·인사국장·기획관리실장 |
| 문민 정부   | 24대           | 윤웅규(尹雄圭)                     | 1995년 12월 23일 ~ 1997년 3월 6일   | 경기 안성                | 성균관대 | 정부청사 기획운영실장&중앙공무원교육원장&새마을운동중앙협의회 사무총장                                                                        |
| 문민 정부   | 25대           | 우근민(禹瑾敏)                     | 1997년 3월 6일 ~ 1998년 3월 3일     | 전남 제주 (현 제주 제주) | 명지대 | 제주특별자치도지사&총무처 인사국장·기획관리실장&소청심사위원회 위원장&한국비료공업협회장                                                      |